# Юзеф Котлярчик
Юзеф Котлярчик (пол. Józef Kotlarczyk; нар. 13 лютого 1907, Краків, Австро-Угорщина — пом. 28 серпня 1959, Бидгощ, Польща) — польський футболіст та тренер, виступав на позиції півзахисника та нападника. Гравець збірної Польщі.

## Життєпис
Як і брат, вихованець «Надвісляна» (1922—1927). У краківській «Віслі» провів 12 сезонів (1927—1939), зігравши в польському чемпіонаті 244 матчі та відзначився 14-а голами. У 1936 році брав участь в Олімпійських іграх у Берліні, за національну команду зіграв 35 матчів. Капітан «Вісли» та національної збірної. Спочатку виступав на позиції нападника, проте з плином часу був переведений на позицію півзахисника. Один з найкращих польських гравців, разом з братом забезпечував атакувальну міць довоєнної «Вісли» та національної збірної. Свій талант доповнював відвагою та старанністю на футбольному полі. Дотримувався сучасного стилю гри — атакувальний та дуже агресивний.
Похований на Раковицькому цвинтарі в Кракові.